# Live Earth Sydney
Live Earth Sydney fu il concerto d'apertura della maratona musicale Live Earth, tenutasi in diverse città del mondo il 7 luglio 2007.
Si tenne al Sydney Football Stadium, impianto polisportivo della capitale del Nuovo Galles del Sud, e per via del fuso orario (10 ore in anticipo rispetto al meridiano di Londra) fu il primo evento della giornata.
Il cast si compose fondamentalmente di artisti originari dell'area Australasiatica come Missy Higgins e i Crowded House.
Alla conduzione dello spettacolo, durato circa 10 ore, si alternarono Peter Garrett, Jimmy Barnes, Hamish & Andy, Tim Ross, Adam Spencer e Ian Thorpe.

## Scaletta
- Blue King Brown "Resist", "Don't Let Go", "Water", "Stand Up", "Come and Check Your Head"
- Toni Collette & the Finish - "This Moment is Golden", "Johnny's Lips", "Cowboy Games", "Tender Hooks", "Look Up", "Children of the Revolution"
- Sneaky Sound System - "Thin Disguise", "Pictures", "Hip Hip Hooray", "I Love It", "Goodbye", "UFO"
- Ghostwriters "Wreckery Road", "Start the Day", "World is Almost at Peace", "Ready Steady Go", "When the Generals Talk", "Second Skin"
- Paul Kelly - "God Told Me To", "Before Too Long", "Deeper Water", "How to Make Gravy", "From Little Things Big Things Grow"
- Eskimo Joe - "From the Sea", "Older Than You", "Comfort You", "New York", "London Bombs", "Breaking Up", "How Does It Feel", "Sarah", "Black Fingernails Red Wine"
- Missy Higgins - "Secret", "Casualty", "Where I Stood", "Warm Whispers", "The Special Two", "Peachy", "Scar", "Steer"
- The John Butler Trio "Zebra", "Better than", "Good Excuse", "Treat Yo Mama", "Funky Tonight"
- Wolfmother - "Dimension", "Apple Tree", "White Unicorn", "Woman", "Pleased to Meet You" "The Joker and the Thief"
- Jack Johnson "Times Like These", "Horizon Has Been Defeated", "Good People", "Gone", "Traffic in the Sky", "Staple it Together", "Spring Wind/Fall Line", "Mudfootball (for Moe Lerner)", "Inaudible Melodies"
- Crowded House - "Locked Out", "World Where You Live", "Silent House", "Fall At Your Feet", "Four Seasons In One Day", "Don't Stop Now", "Distant Sun", "Don't Dream It's Over", "Something So Strong", "Weather With You", "Better Be Home Soon"

## Copertura mediatica
Il concerto è stato diffuso via internet in tutto il mondo da MSN, mentre è stato trasmesso per televisione da Channel V e MAX.